# Cryptolobata primitiva
Cryptolobata primitiva är en kammanetart som först beskrevs av Moser 1909.  Cryptolobata primitiva ingår i släktet Cryptolobata och familjen Cryptolobatidae.
Artens utbredningsområde är Södra Ishavet. Inga underarter finns listade i Catalogue of Life.